# 怪病医ラムネ
『怪病医ラムネ』（かいびょういラムネ）は、阿呆トロによる日本の漫画作品。『月刊少年シリウス』にて2017年11月号から2018年9月号まで連載され、その後同社のウェブコミック配信サイト『マガジンポケット』に移籍して2018年12月21日より配信開始。2022年2月22日の更新を最終話とし完結。

## あらすじ
悩みを持つ人々の心に入り込む“怪”。それは人々の身体に“怪病”と呼ばれる奇妙な症状を及ぼすものだった。目の中からマヨネーズが出る、指先が唐辛子に変化してしまうといった怪病であり、それを解決しようと、専門医・ラムネと弟子のクロはその治療に立ち向かう。

## 登場人物
ラムネ
声 - 内田雄馬
本作の主人公。“怪”および“怪病”の専門医。
口が悪いため、周りの空気についてはほとんど読むことがなく、大半の人間達に対しては不躾な態度を見せているが、怪病医としての腕は確かで、素早く病気の根源を見抜くことができる。また、怪を軽視している患者には乱暴な治療をすることもある。また、情が深く患者に必要以上に肩入れし、無茶をして怪我をしたりするなど自己犠牲的。
クロ
声 - 永塚拓馬
ラムネの弟子である中学生。助手（保護者？）を務めている。生まれつき怪や怪病が見える体質。本名は：「黒森悠流（くろもりとおる）」。道場の息子で家族構成は父（声 - 松本大）と母（声 - 七緒はるひ）、兄の火楯（ほたて）（声 - 逢坂良太）と水月（くらげ）（声 - 福山潤）、妹の雷（あずま）（声 - 書上春菜）と氷詩（つらら）（声 - 栗坂南美）。
高い判断力、良い運動神経をそれぞれ持つ。ポーカーフェイスであり、感情の起伏に関しては理解しにくいが、ラムネの言葉と行動については冷静な突っ込みを入れている。また、ラムネの腕は信頼している。かつて砂を吐く怪病にかかっていた。
彩芽（あやめ）
声 - 植田佳奈
怪具屋あかつきの元店主。9才の小学生だが103歳まで生きた前世の記憶があり、精神年齢は合計112歳。年齢のせいもあり、強かであり勝てない勝負はしない。
丹己（にこ）
声 - 岡本信彦
怪具屋あかつきの現店主。前世の彩芽の曾孫。目が見えない反面、視覚以外の感覚が他人より優れている。
紅葉（もみじ）
声 - 諏訪部順一
ラムネの師匠。ラムネは頭が上がらず、今でも恐れる存在。基本的に単独行動を好むが、方向音痴なため、初めて行く場所には人に案内して貰わなければいけない。ドSで分かりにくいが、ラムネが患者のために無茶をする性格をよく思っておらず心配している。
柏木 琴（かしわぎ こと）
声 - 鬼頭明里
有名子役。泣くと調味料が眼から出る怪病にかかる。原因は母親（声 - 小松由佳）との関係性が変化し、上手くいってなかったことだった。
勝又健吾（かつまた けんご）
声 - KENN
陰茎が竹輪になってしまう怪病にかかる。その原因は由実（声 - 栗坂南美）や香織（声 - 書上春菜）などへの七股であった。さらに料理店店員の藤田志保子（声 - 咲々木瞳）にも誘いをかける。
大友隆晴（おおとも たかはる）
声 - 島﨑信長
爪が唐辛子になってしまう怪病にかかる。自身の学力・身体能力・見た目などが中学時代からの友人である豊後達也（声 - 松岡禎丞）より優れていることに気づいてしまった大友がわざと自分のほうが劣るような振る舞いをしていたことから怪が憑いた。
理央（りお）
声 - 伊瀬茉莉也
母親（声 - 中原麻衣）が耳が餃子になってしまう怪病にかかる。その原因は理央の兄である優（声 - 松本沙羅）が誘拐され惨殺（推測）された事であった。その治療のために怪具「夜声真珠」を渡される。
青菜 春（あおな しゅん）
声 - 村瀬歩
クロのクラスメイト。天才的な芸術の才能を持っており、海外から留学の声がかかるほど。頭からポップコーンが飛び出す怪病にかかる。その原因は自分の好きな工作を父親（声 - 小山力也）にやめろと約束させられたからだった。解決のためラムネとクロは入院している母親（声 - 髙橋ミナミ）と面会した。それ以降、クロとは仲が良くなり、いい友人関係を築いている。
レネット
声 - 桃江トウコ
有名な怪具の芸術家。

## 書誌情報
- 阿呆トロ『怪病医ラムネ』講談社〈シリウスKC〉、全5巻
  1. 2018年4月9日発売[5]、ISBN 978-4-06-511047-8
  2. 2018年9月7日発売[6]、ISBN 978-4-06-512660-8
  3. 2019年8月8日発売[3]、ISBN 978-4-06-516860-8
  4. 2020年12月9日発売[7]、ISBN 978-4-06-521576-0
  5. 2021年3月9日発売[8]、ISBN 978-4-06-522611-7

## テレビアニメ
2021年1月から3月までTOKYO MXほかにて放送された。

### スタッフ
- 原作 - 阿呆トロ[4]
- 監督 - 大庭秀昭[4]
- シリーズ構成・脚本 - 久尾歩[4]
- キャラクターデザイン - 佐藤陽子[4]
- サブキャラクターデザイン - 小林利充[4]
- アクション作画監督 - 才木康寛
- 3D・プロップデザイン - 杉村友和
- 美術監督 - 黛昌樹
- 色彩設計 - 山上愛子
- 撮影監督 - 鈴木那智
- 編集 - 木村佳史子
- 音響監督 - 髙桑一[4]
- 音楽 - 織田哲郎[4]
- 音楽制作 - キングレコード
- チーフプロデューサー - 須藤孝太郎
- プロデューサー - 高村友紀、増田夏永、黒須信彦、楊國祥、小澤文啓
- アニメーションプロデューサー - 米沢恵美
- アニメーション制作 - プラチナビジョン[4]
- 製作 - 「怪病医ラムネ」製作委員会[4]

### 主題歌
「SHAKE!SHAKE!SHAKE!」
内田雄馬によるオープニングテーマ。作詞・作曲・編曲は篠崎あやとと橘亮祐。
「アルカシア」
sajiによるエンディングテーマ。作詞・作曲はヨシダタクミ、編曲はsajiと中島生也。

### 各話リスト
| 話数   | サブタイトル             | 絵コンテ         | 演出             | 作画監督                     | 総作画監督 | 初放送日       |
| ------ | ------------------------ | ---------------- | ---------------- | ---------------------------- | ---------- | -------------- |
| 第1話  | 調味料の涙               | 大庭秀昭         | 大庭秀昭         | 伊藤美奈                     | 佐藤陽子   | 2021年 1月10日 |
| 第2話  | 竹輪の陰茎               | 小林孝志         | 小林孝志         | 小川浩司                     | 小林利充   | 1月17日        |
| 第3話  | 怪具屋あかつき           | 水野竜馬         | ながはまのりひこ | 南伸一郎                     | 佐藤陽子   | 1月24日        |
| 第4話  | 唐辛子の指先             | 大庭秀昭         | 大庭秀昭         | 梶浦紳一郎 小川浩司          | 小林利充   | 1月31日        |
| 第5話  | 餃子の耳・前編           | 小林孝志         | 小林孝志         | 伊藤美奈                     | 佐藤陽子   | 2月7日         |
| 第6話  | 餃子の耳・後編           | 大庭秀昭         | ながはまのりひこ | 梶浦紳一郎 小川浩司          | 小林利充   | 2月14日        |
| 第7話  | 頭からポップコーン・前編 | 小林孝志         | 小林孝志         | 南伸一郎                     | 佐藤陽子   | 2月21日        |
| 第8話  | 頭からポップコーン・後編 | ながはまのりひこ | ながはまのりひこ | 梶浦紳一郎 小川浩司          | 小林利充   | 2月28日        |
| 第9話  | 怪廻迷宮                 | 大庭秀昭         | 大庭秀昭         | 伊藤美奈                     | 佐藤陽子   | 3月7日         |
| 第10話 | トール深怪物語・前編     | 吉川博明         | ながはまのりひこ | 伊藤美奈 梶浦紳一郎          | 小林利充   | 3月14日        |
| 第11話 | トール深怪物語・後編     | 小林孝志         | 小林孝志         | 南伸一郎                     | 佐藤陽子   | 3月21日        |
| 第12話 | 怪病医ラムネ             | 大庭秀昭         | 大庭秀昭         | 梶浦紳一郎 伊藤美奈 小川浩司 | 小林利充   | 3月28日        |

### 放送局
| 放送期間                | 放送時間                     | 放送局       | 対象地域 | 備考                      |
| ----------------------- | ---------------------------- | ------------ | -------- | ------------------------- |
| 2021年1月10日 - 3月28日 | 日曜 1:30 - 2:00（土曜深夜） | TOKYO MX     | 東京都   |                           |
|                         |                              | BS11         | 日本全域 | BS放送 / 『ANIME+』枠     |
|                         | 日曜 22:00 - 22:30           | AT-X         | 日本全域 | CS放送 / リピート放送あり |
| 2021年1月14日 - 4月1日  | 木曜 1:50 - 2:20（水曜深夜） | 北海道テレビ | 北海道   |                           |

| 配信開始日    | 配信時間                     | 配信サイト |
| ------------- | ---------------------------- | --- |
| 2021年1月10日 | 日曜 1:30 更新（土曜深夜）   | dアニメストア U-NEXT |
| 2021年1月17日 |                              | Amazonプライム・ビデオ dTV FOD GYAO! Hulu あにてれ クランクイン！ビデオ バンダイチャンネル Google Play ひかりTV Rakuten TV |
|               | 日曜 1:30 - 2:00（土曜深夜） | ニコニコ生放送 |
|               | 日曜 12:00 更新              | HAPPY!動画 ビデオマーケット music.jp DMM.com GYAO!ストア ココロビデオ                                                      |
|               | 日曜 22:00 更新              | ニコニコチャンネル |
| 2021年1月18日 | 月曜 0:00 更新（日曜深夜）   | TELASA J:COMオンデマンド milplus スマートパスプレミアム                                                                    |
|               | 月曜 19:00 更新              | TSUTAYA TV |

### BD
| 巻 | 発売日        | 収録話          | 規格品番   |
| -- | ------------- | --------------- | ---------- |
| 1  | 2021年3月10日 | 第1話 - 第3話   | KIZX-426/7 |
| 2  | 2021年4月14日 | 第4話 - 第6話   | KIZX-428/9 |
| 3  | 2021年5月12日 | 第7話 - 第9話   | KIZX-430/1 |
| 4  | 2021年6月16日 | 第10話 - 第12話 | KIZX-432/3 |